# Povija
Povija este un sat din comuna Nikšić, Muntenegru. Conform datelor de la recensământul din 2003, localitatea are 85 de locuitori (la recensământul din 1991 erau 127 de locuitori).

## Demografie
În satul Povija locuiesc 78 de persoane adulte, iar vârsta medie a populației este de 47,6 de ani (42,8 la bărbați și 54,1 la femei). În localitate sunt 34 de gospodării, iar numărul mediu de membri în gospodărie este de 2,50.
|  |

| Demografie | Demografie | Demografie |
| An         | Locuitori  | Locuitori  |
| ---------- | ---------- | ---------- |
|            |            |            |
|            |            |            |
|            |            |            |
|            |            |            |
| 1948       | 440        |            |
| 1953       | 288        |            |
| 1961       | 277        |            |
| 1971       | 234        |            |
| 1981       | 176        |            |
| 1991       | 127        | 127        |
| 2003       | 86         | 85         |

| \| Componența etnică conform recensământului din 2003[2] \| Componența etnică conform recensământului din 2003[2] \| Componența etnică conform recensământului din 2003[2] \| Componența etnică conform recensământului din 2003[2] \| Componența etnică conform recensământului din 2003[2] \| \| ----------------------------------------------------- \| ----------------------------------------------------- \| ----------------------------------------------------- \| ----------------------------------------------------- \| ----------------------------------------------------- \| \| \| \| \| \| \| \| Muntenegreni \| Muntenegreni \| \| 68 \| 80% \| \| Sârbi \| Sârbi \| \| 16 \| 18,82% \| \| necunoscută \| necunoscută \| \| 0 \| 0% \| |              |  |    |        |
| Componența etnică conform recensământului din 2003 |              |  |    |        |
| |              |  |    |        |
| Muntenegreni | Muntenegreni |  | 68 | 80%    |
| Sârbi | Sârbi        |  | 16 | 18,82% |
| necunoscută | necunoscută  |  | 0  | 0%     |